# Sudamerlycaste diastasia
Sudamerlycaste diastasia är en orkidéart som först beskrevs av David Edward Bennett och Henry Francis Oakeley, och fick sitt nu gällande namn av Fredy Archila. Sudamerlycaste diastasia ingår i släktet Sudamerlycaste och familjen orkidéer.
Artens utbredningsområde är Peru. Inga underarter finns listade i Catalogue of Life.